# Arena Larvik
Arena Larvik – wielofunkcyjna hala widowiskowo-sportowa w Larviku, w Norwegii. Została otwarta w 2009 roku. Pojemność hali wynosi 4000 widzów. Obiekt na co dzień służy klubowi Larvik HK, był on także jedną z aren kobiecych Mistrzostw Europy 2010 w piłce ręcznej.